# Stitzl József
Stitzl József (Temesrékas, 1892. december 21. – ?) erdélyi magyar orvos, sportoló, orvosi és sportszakíró.

## Életútja, munkássága
A temesvári kegyesrendi főgimnáziumban érettségizett, orvosi diplomáját Budapesten és Kolozsváron szerezte meg. Előbb a budapesti röntgenintézetben, majd a temesvári bábaképzőben dolgozott. Közben atlétaként a Temesvári Atlétikai Klubban sportolt, s mint a budapesti egyetem labdarúgó válogatottjának tagja, 1914-ben Milánóban szerepelt. Az első világháborúban orosz hadifogságba került: kórházi sebészként működött Kalugán és Moszkvában. 1920-tól körorvos és munkásbiztosító intézeti orvos volt Temesrékason. Sportorvosként részt vett 1928-ban az amszterdami olimpián és a sportorvosi kongresszuson. A két világháború közötti évtizedekben is tagja volt a budapesti BEAC-nak és a 33-as futballklubnak.
Sportorvosi szakcikkei a temesvári Praxis Medici, valamint Az Est, a Pesti Hírlap, Magyarország c. lapokban láttak nyomdafestéket. 1928-ban a Temesvári Hírlap sportrovatát vezette. Több mint 50 orvostörténeti cikket, tanulmányt közölt magyar és német nyelven. A csecsemő- és kisgyermek-halandóság a bánáti sváb nép közt, annak okai és leküzdése c. dolgozatával a Semmelweis Német Orvostársaság pályázatának első, míg a Die Bedeitung des Deutsches Artzes in Banat c. munkájával második díját nyerte el.
Temesrékas fennállásának 200. éves jubileuma alkalmából 1924-ben megírta s nyomtatásban megjelentette a község történetét.